# Luis Carlos Santiago Zabaleta
Luis Carlos Santiago Zabaleta (Rentería, Guipúzcoa, 5 de septiembre de 1946) es un exbaloncestista español.

## Trayectoria
En un inicio juega en el Colegio Ciudad Laboral Dom Bosco al balonmano y al fútbol, deportes de mayor popularidad que el baloncesto en su tierra.  Después se decide por el basket y llama la atención de José Antonio Gasca, personaje esencial en la historia del basket guipuzcoano y particularmente en la de Zabaleta. Previo paso por el ESTE (anagrama de Estudios Superiores Equipos Técnicos Empresariales), ingresa con 20 años en el Club Atlético San Sebastián, el equipo de Gasca. Por aquel entonces es seleccionado por España, llegando a disputar los Juegos Olímpicos del año 1968. Después de que Gasca dejara el Club Atlético San Sebastián, para ir a entrenar en Francia, Zabaleta también deja el club y ficha por el Águilas de Bilbao. Luego volvería a San Sebastián, donde acabaría por retirarse.